# Lockheed Ventura
El Lockheed Ventura fue un bombardero medio bimotor estadounidense de la Segunda Guerra Mundial, usado por las fuerzas de los Estados Unidos y la Mancomunidad Británica de Naciones en varias tareas, incluyendo la patrulla marítima.
El Ventura fue desarrollado desde el transporte Lockheed Model 18 Lodestar, como un reemplazo para los bombarderos Lockheed Hudson entonces en servicio con la Real Fuerza Aérea británica. Usado en ataques diurnos contra la Europa ocupada, demostraron tener debilidades y fueron retirados de las tareas de bombardeo, y algunos fueron usados en patrullas por el Mando Costero.
Después de que se retirara la monopolización de los bombarderos terrestres por parte de las Fuerzas Aéreas del Ejército de los Estados Unidos (USAAF), la Armada estadounidense ordenó un diseño revisado que entró en servicio como PV-2 Harpoon en tareas antisubmarinas.

## Desarrollo

### Lockheed Ventura/B-34 Lexington

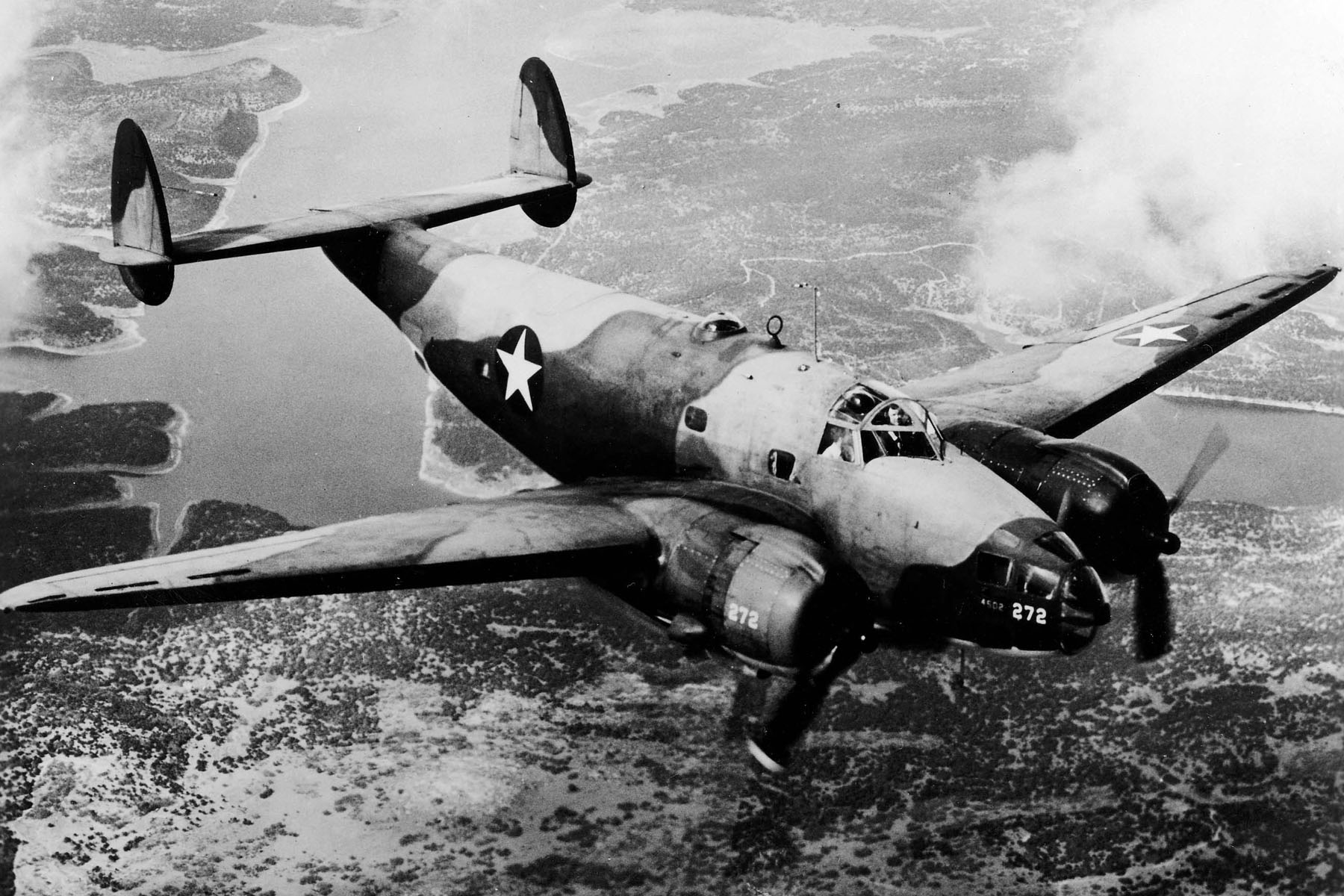
Un B-34-VE de las USAAF en 1943.

El Ventura era muy similar a su predecesor, el Lockheed Hudson. La principal diferencia no estaba en el diseño; más bien, el Ventura era más grande y pesado que el Hudson. La RAF ordenó 188 Ventura en febrero de 1940, que fueron entregados a mitad de 1942. Los Ventura fueron usados inicialmente en incursiones diurnas en la Europa ocupada, pero como otros bombarderos de la RAF, se mostraron muy vulnerables sin escolta de cazas, que era difícil de proporcionar en las misiones de largo alcance. Los Ventura fueron reemplazados por los más rápidos de Havilland Mosquito. Los Ventura fueron transferidos a tareas de patrulla con el Mando Costero cuando el Mosquito los reemplazó en los escuadrones de bombarderos; 30 fueron a la Real Fuerza Aérea Canadiense (RCAF) y algunos a la Fuerza Aérea Sudafricana (SAAF). La RAF emitió una orden por 487 Ventura Mark II, pero muchos de ellos fueron desviados a las USAAF, que emitieron su propia orden por 200 Ventura Mark IIA como B-34 Lexington, más tarde renombrados RB-34.

### Lockheed B-37
En agosto de 1941, se emitieron grandes órdenes de producción de Ventura con dinero de la Ley de Préstamo y Arriendo. Entre las órdenes había 550 unidades de la versión de reconocimiento armado del Ventura. Estos aviones originalmente estaban destinados a ser construidos bajo la denominación O-56. La principal diferencia entre el Ventura y el O-56 eran los motores: en vez de los radiales Pratt & Whitney R-2800 de 1491 kW (2000 hp) del Ventura, el O-56 usaba radiales Wright R-2600-13 de 1270 kW (1700 hp).
Antes de la finalización del primer O-56, las Fuerzas Aéreas del Ejército de los Estados Unidos abandonaron la categoría "O-" usada para designar los aviones de "observación" (reconocimiento). El O-56 fue redesignado RB-34B (la R era por "restringido", significando que no debía ser usado en combate). Antes de que el primero de estos volase, el diseño fue redesignado de nuevo como B-37 con una versión más potente del R-2600; más tarde también fue designado RB-37.
Aunque fueron ordenadas 550 unidades por las Fuerzas Aéreas del Ejército, su adquisición fue detenida después de que se hubieran aceptado solo 18 Ventura, cuando las Fuerzas Aéreas del Ejército acordaron entregar el uso exclusivo de los Ventura a la Armada estadounidense.

### PV-1 Ventura

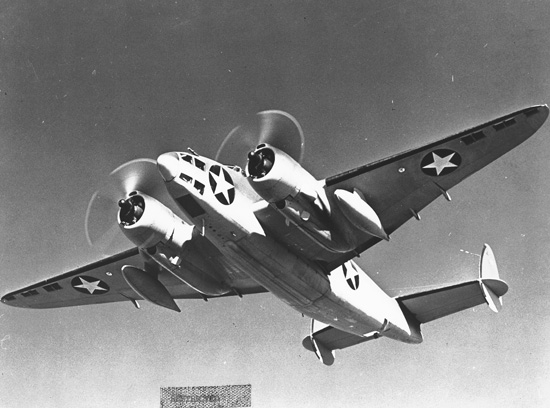
Un PV-1 Ventura.

El PV-1 Ventura, construido por la división Vega Aircraft Company de Lockheed (de ahí la letra "V" de la Armada para el fabricante, que más tarde fue reemplazada por la "O" de Lockheed), fue una versión del Ventura construida para la Armada estadounidense (ver Ventura en servicio con la Armada estadounidense más abajo). La principal diferencia entre el PV-1 y el B-34 fue la inclusión de equipo especial en el PV-1, adaptándolo a sus tareas de patrulla de bombardeo. La máxima capacidad de combustible del PV-1 fue aumentada de los 5081 l a 6082 l, para aumentar su alcance; el armamento defensivo delantero también fue reducido por esta razón. La adición más importante fue un radar de búsqueda ASD-1.
Los primeros PV-1 de producción todavía llevaban un puesto del bombardero detrás del radomo del morro, con cuatro ventanas laterales y un panel plano de puntería de bombardeo por debajo del mismo. Los últimos PV-1 de producción prescindieron de este puesto del bombardero y lo reemplazaron por un paquete con tres ametralladoras de 12,7 mm por debajo del morro. Estos aviones también podían llevar ocho cohetes HVAR de 127 mm en lanzadores debajo de las alas.
Los PV-1 comenzaron a ser entregados en diciembre de 1942, y entraron en servicio en febrero de 1943. El primer escuadrón en combatir fue el VP-135, desplegado en las Islas Aleutianas en abril de 1943. Fueron operados por otros tres escuadrones en este teatro. Desde las Aleutianas, realizaron incursiones contra bases en Paramushiro y Shimushu, islas japonesas en el archipiélago de las Kuriles. A menudo, los PV-1 dirigirían formaciones de bombarderos B-24, ya que estaban equipados con radar. A finales de 1943, algunos PV-1 fueron desplegados en las Islas Salomón como cazas nocturnos con el VMF(N)-531, un escuadrón de caza del Cuerpo de Marines.

### PV-2 Harpoon

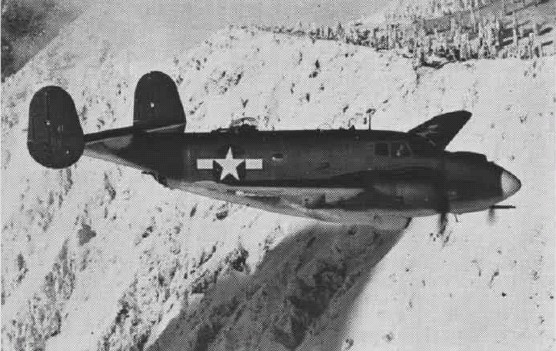
Un PV-2 Harpoon en vuelo en 1945.

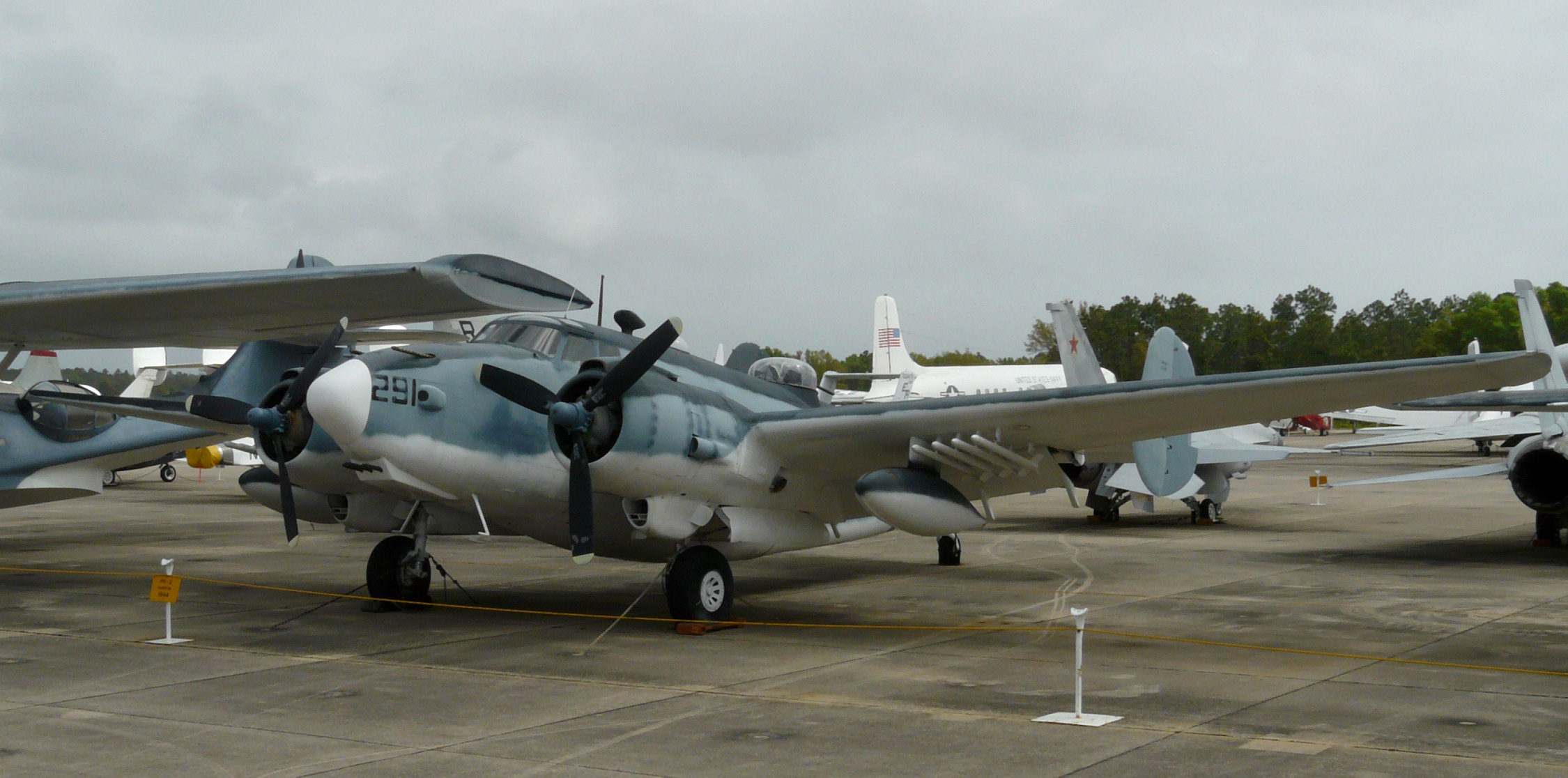
PV-2 Harpoon en el Museo Nacional de Aviación Naval, Naval Air Station Pensacola, Florida, 2008.

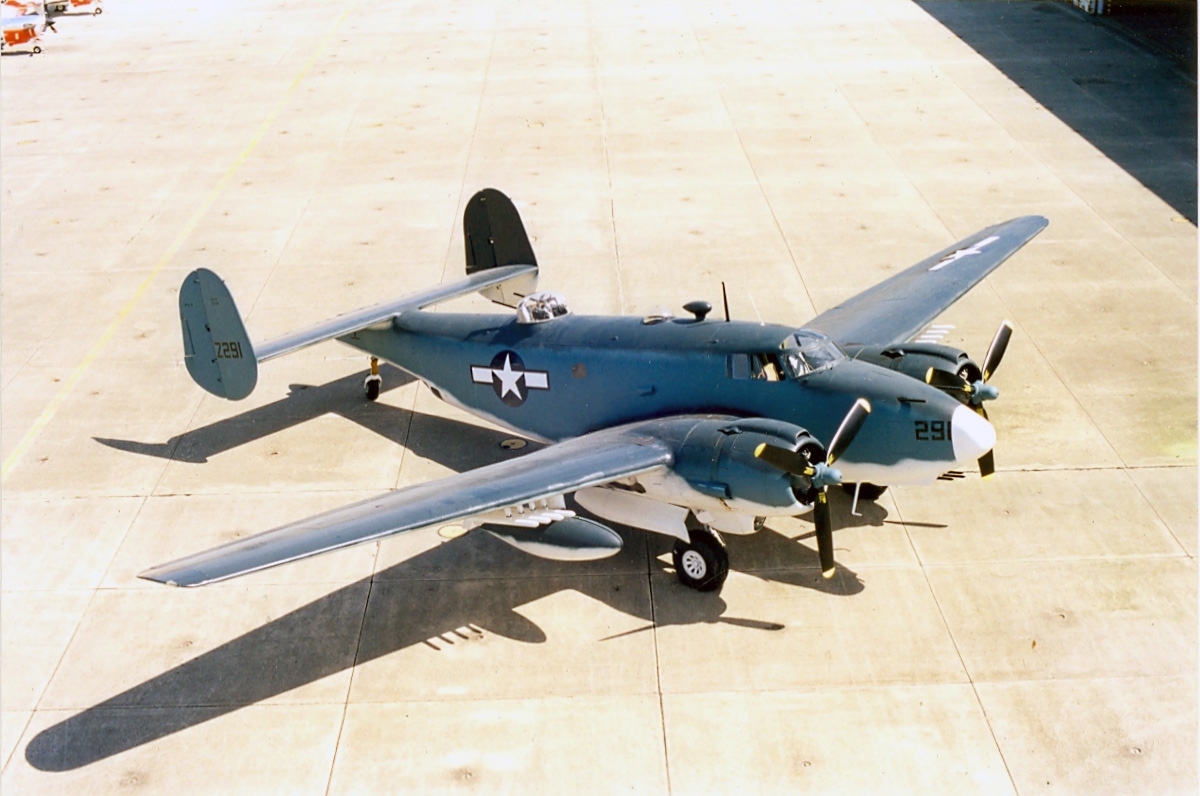
PV-2 Harpoon en el Museo Nacional de Aviación Naval, Naval Air Station Pensacola, Florida, 18 de junio de 2009.

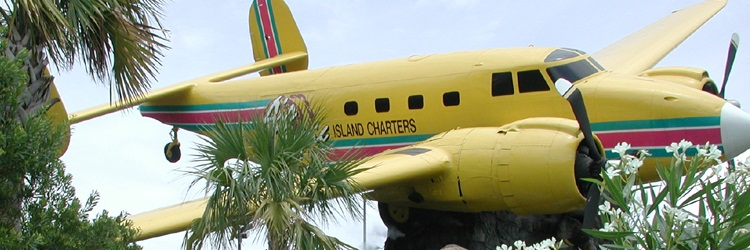
PV-2 Harpoon repintado y con la librea de "Air Tropic Island Charters" en exhibición en MAYDAY GOLF en North Myrtle Beach, Carolina del Sur, 14 de agosto de 2012.

El PV-2 Harpoon fue un rediseño mayor del Ventura con el área alar aumentada de 51,2 m² a 63,7 m², dándole una incrementada capacidad de carga, y que voló por primera vez el 3 de diciembre de 1943. El motivo del rediseño fueron las debilidades del PV-1, que había demostrado por sí mismo el tener problemas al despegar cuando estaba a plena carga de combustible. En el PV-2, el armamento se estandarizó en cinco ametralladoras de tiro frontal. Muchos de los primeros PV-1 tenían un puesto del bombardero, que fue suprimido en el PV-2. Algunos otros desarrollos significativos incluían el aumento de la carga de bombas en un 30% hasta los 1800 kg, y la habilidad de llevar ocho cohetes HVAR de 127 mm bajo las alas.
Aunque se esperaba que el PV-2 tuviera un alcance aumentado y un mejor despegue, las anticipadas estadísticas de velocidad se proyectaron inferiores a las del PV-1, debido al uso de los mismos motores pero con un aumento en el peso. La Armada ordenó 500 ejemplares, designándolos con el popular nombre Harpoon (arpón).
Las primeras pruebas indicaron una tendencia de las alas a arrugarse. Como este problema no podía ser resuelto con una reducción de 1,8 m de la envergadura (haciendo al ala uniformemente flexible), se necesitó un completo rediseño de la misma. Este obstáculo retrasó la entrada en servicio del PV-2. Los PV-2 ya entregados fueron usados en tareas de entrenamiento bajo la designación PV-2C. A finales de 1944, solo habían sido entregados 69 PV-2. Las entregas se reanudaron finalmente cuando el rediseño estuvo completado. Los primeros aviones enviados fueron los PV-2D, que tenían ocho ametralladoras de fuego frontal y fueron usados en ataques a tierra. Cuando la Segunda Guerra Mundial finalizó, toda la orden fue cancelada.
Con los problemas de las alas arreglados, el PV-2 demostró ser de confianza, y finalmente popular. Se usó por primera vez en las Aleutianas por el VP-139, uno de los escuadrones que originalmente usaron el PV-1. Fue usado por una serie de países después del final de la guerra, pero los Estados Unidos dejaron de ordenar PV-2 nuevos, y pronto todos fueron retirados del servicio.

### Conversiones civiles

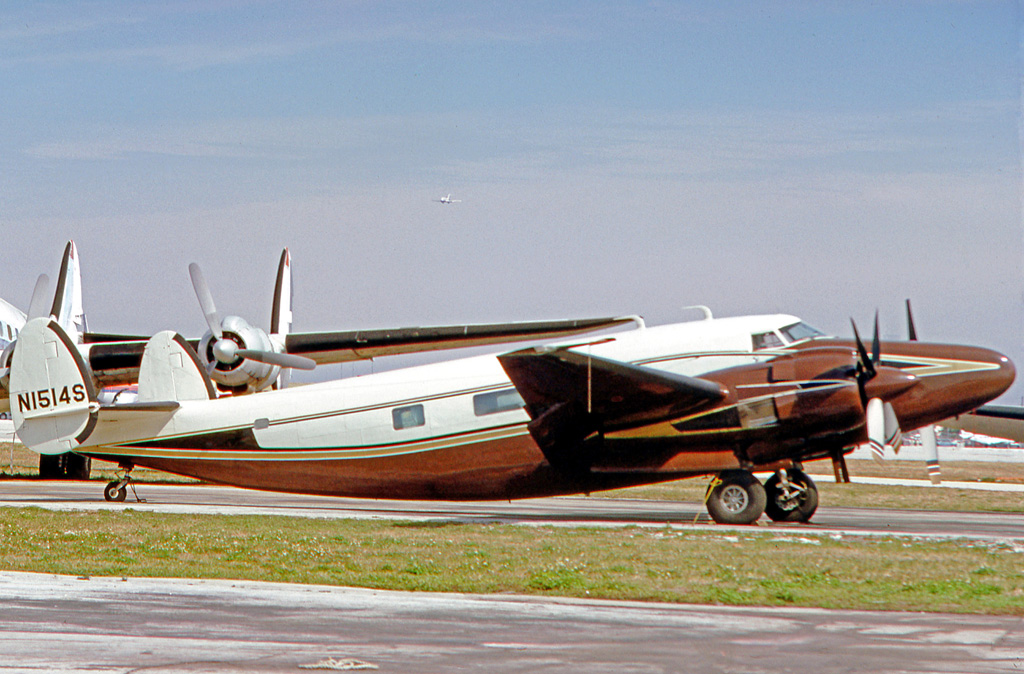
Conversión ejecutiva Howard 350 del PV-1.

PV-1 Ventura exmilitares de Canadá y Sudáfrica fueron convertidos por Howard Aero en San Antonio (Texas), en los años 50 y 60 en transportes ejecutivos de alta velocidad. Las primeras conversiones, llamadas Super Ventura, incorporaban una extensión del fuselaje de 122 cm, capacidad extra de combustible, grandes ventanas panorámicas, interiores de lujo, y bodegas de armas transformadas en compartimentos de equipaje. El tren de aterrizaje fue cambiado por las unidades para tareas más pesadas del PV-2. Las últimas conversiones, de las que dieciocho fueron completadas en los años 60, fueron denominadas Howard 350.
Al menos diecinueve PV-1 fueron modificados aún más, incluyendo la presurización de cabina, bajo la designación Howard 500. Una modificación final del PV-1 por Howard fue el Eldorado 700, con alas más largas, un morro puntiagudo, y capotas de los motores aerodinámicas.
Un accidente notable de una versión civil ocurrió el 17 de diciembre de 1954, muriendo cuatro ocupantes, incluyendo a Fred Miller, presidente de la Miller Brewing Company y nieto del fundador Frederick Miller. El avión corporativo tenía como destino Winnipeg, Manitoba, pero tuvo problemas en ambos motores y se estrelló poco después de despegar de Mitchell Field en Milwaukee, Wisconsin. También murió su hijo mayor, Fred Jr., de 20 años de edad, y los dos pilotos de la compañía, Joseph y Paul Laird.

## Historia operacional

### Fuerza Aérea Portuguesa
La Fuerza Aérea Portuguesa recibió 42 Lockheed PV-2C Harpoon desde 1953, que reemplazaron a los Curtiss SB2C-5 Helldiver como aviones antisubmarinos. Los Harpoon equiparon a los escuadrones 61 y 62 en la Base Aérea de Montijo. En 1960, los Harpoon fueron reemplazados como aviones de patrulla marítima y antisubmarinos por Lockheed P2V-5 Neptune. Los restantes Harpoon fueron enviados a la Angola Portuguesa y Mozambique, donde formaron el Escuadrón 91, operando desde la Base Aérea de Luanda, y el Escuadrón 101 en la Base Aérea de Beira. Los Harpoon fueron usados en operaciones en los teatros angoleño y mozambiqueño de la Guerra colonial portuguesa (1961-1974). Sirvieron principalmente como bombarderos ligeros y aviones de ataque a tierra, con salidas ocasionales de reconocimiento, transporte y patrulla marítima. Los últimos Harpoon portugueses fueron retirados en 1975. El Museu do Ar (Museo Aéreo Portugués) tiene el que se cree que es el único Lockheed PV-2C Harpoon que queda en Europa.

### Real Fuerza Aérea

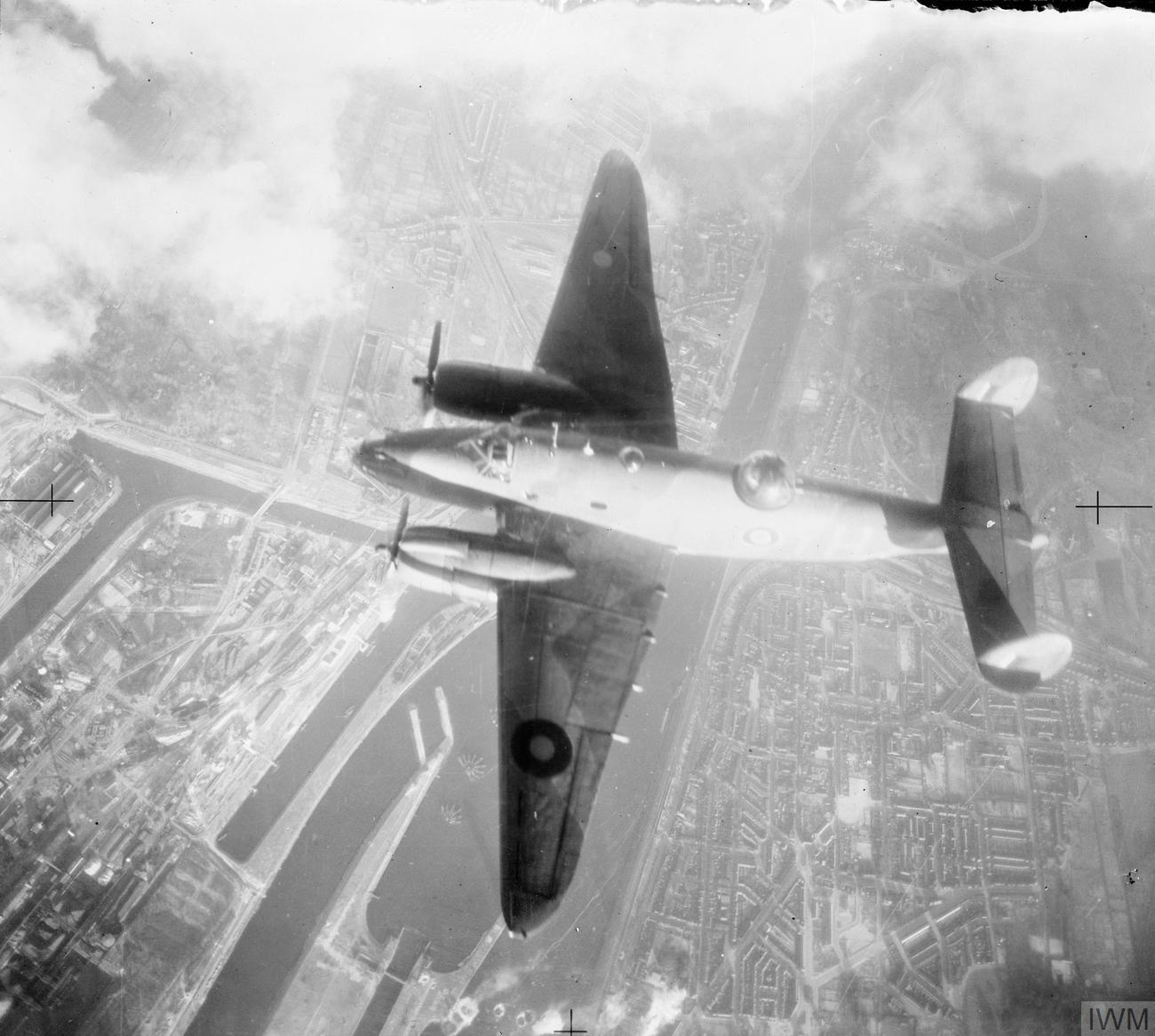
Un Ventura del No. 21 Squadron RAF atacando IJmuiden, febrero de 1943.

Los primeros Ventura Mark I fueron aceptados por la Real Fuerza Aérea británica (RAF) en septiembre de 1941, siendo entregados los aviones a Gran Bretaña desde abril de 1942. A finales de agosto, habían llegado suficientes Ventura para equipar los No. 21 Squadron de la RAF, No. 487 Squadron de la RNZAF y No. 464 Squadron de la RAAF. El Ventura voló su primera misión operativa para la RAF el 3 de noviembre de 1942, cuando tres Ventura del 21 Squadron atacaron objetivos ferroviarios cerca de Hengelo en los Países Bajos. El 6 de diciembre de 1942, 47 Ventura de los escuadrones 21, 464 (RAAF) y 487 (RNZAF) formaron parte de una incursión aérea diurna escoltada del No. 2 Group, con 36 Boston y 10 de Havilland Mosquito, en un ataque a baja cota contra las fábricas de radios y tubos de vacío de Philips en Eindhoven, también en los Países Bajos. La incursión demostró la vulnerabilidad del Ventura, nueve de ellos fueron derribados (junto con cuatro Boston y un Mosquito) y muchos otros fueron dañados por la antiaérea o por impactos de aves. Los aviones Ventura fueron cambiados a incursiones a media cota, pero no les fue mucho mejor. Durante un ataque a una central eléctrica en Ámsterdam el 3 de mayo de 1943, al 487 Squadron de la RNZAF se le dijo que el objetivo era de tal importancia que el ataque debía continuarse independientemente de la oposición. Los 10 Ventura que cruzaron la costa se perdieron debido a los cazas alemanes. El Squadron Leader Leonard Trent (más tarde el último de los prisioneros que realizaron La Gran Evasión), ganó la Cruz Victoria por su liderazgo en esta incursión.
El Ventura nunca fue muy popular entre las tripulaciones de la RAF. Aunque era 80 km/h más rápido y llevaba más del doble de bombas que su predecesor, el Hudson, demostró ser poco satisfactorio como bombardero. Por el verano de 1943, el Ventura había sido reemplazado por el de Havilland Mosquito. La última incursión del Ventura fue volada por el 21 Squadron el 9 de septiembre de 1943. Algunos Ventura fueron modificados para ser usados por el Mando Costero como Ventura G.R.I y 387 PV-1 fueron usados por la RAF como Ventura G.R.V en el Mediterráneo y por el Mando Costero. Algunos aviones de la RAF fueron modificados como aviones de transporte Ventura C.V. Un pequeño número de Ventura también fue usado en otras fuerzas aéreas, incluyendo la RCAF, la RNZAF y la SAAF.

### Real Fuerza Aérea Australiana
En el Reino Unido, el No. 464 Squadron de la RAAF fue formado en RAF Feltwell para operar el Ventura como parte del 2 Group del Mando de Bombardeo; se convirtió al de Havilland Mosquito en septiembre de 1943. En el Mediterráneo, el No. 459 Squadron de la RAAF fue equipado con Ventura V entre diciembre de 1943 y julio de 1944, volando principalmente patrullas antisubmarinas y contrasuperficie. En Australia, cincuenta y cinco PV-1 fueron suministrados a la RAAF para usarlos en el Área del Pacífico Suroeste. El No. 13 Squadron de la RAAF fue el único escuadrón operativo en Australia equipado con el Ventura. Operó principalmente al noreste de Queensland y luego en el Territorio del Norte, y más tarde sirvió en la campaña de Borneo en 1945. Después de la guerra, el escuadrón usó sus aviones para ayudar a transportar a prisioneros de guerra.

### Real Fuerza Aérea Canadiense
Un total de 157 Ventura G.R. Mk. V fueron usados operativamente por la RCAF desde el 16 de junio de 1942 hasta el 18 de abril de 1947 en las tareas de patrullas costeras domésticas tanto con el Mando Aéreo Oriental como con el Occidental. Fueron volados por los 8, 113, 115, 145 y 149 Squadrons. 21 Ventura Mk. I y 108 Ventura Mk. II adicionales fueron usados en tareas de entrenamiento en la 1 Central Flying School, Trenton, Ontario, y en RCAF Station Pennfield Ridge, New Brunswick (RAF No. 34 Operational Training Unit) como parte del BCATP. Un total de 21 Mk. I, 108 Mk. II y 157 G.R. Mk. V estuvieron en servicio durante este periodo, para un total de 286 aviones.

### Fuerza Aérea Sudafricana
La SAAF también recibió unos 135 PV-1, que fueron usados para proteger la navegación alrededor del Cabo de Buena Esperanza y para bombardear la navegación italiana en el Mediterráneo. En diciembre de 1942, cuatro Ventura de la SAAF lanzaron suministros a los supervivientes del naufragio del Dunedin Star en la Costa de los Esqueletos en África del Sudoeste. Los Ventura sirvieron en la Fuerza Aérea Sudafricana hasta 1960.

### Fuerza Aérea Soviética
Unos pocos PV-1 de la Armada estadounidense realizaron aterrizajes forzosos en la Unión Soviética después de atacar objetivos japoneses en las Islas Kuriles y fueron confiscados. Algunos fueron reparados y puestos en servicio por la Fuerza Aérea Soviética, donde el modelo fue conocido como B-34. En diciembre de 1944, ocho aviones estaban localizados en aeródromos de Kamchatka: cuatro estaban en condiciones de volar, tres en reparaciones y uno fue desechado.
En 1945, siete PV-1 (cinco de ellos en condiciones de vuelo) eran usados por los soviéticos, un avión era el avión de enlace personal del Teniente Coronel M.A. Yeryomin. Los aviones fueron usados durante la campaña soviético-japonesa de agosto de 1945. Tras el fin de la guerra, solo un avión permanecía en servicio.

### Real Fuerza Aérea Neozelandesa

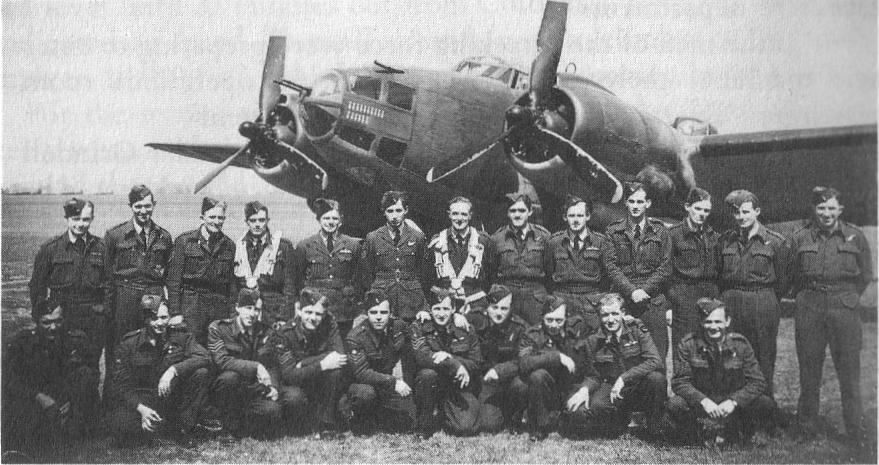
Suboficiales del 487 Squadron en RAF Methwold a principios de 1943.

Desde agosto de 1942, el 487 Squadron de la RNZAF (operando en Europa como parte de la RAF) fue equipado con el modelo, aunque las pérdidas (incluyendo el 3 de mayo de 1943 la pérdida de los 11 aviones que atacaron Ámsterdam) condujeron a su reemplazo por el de Havilland Mosquito en junio.
La Real Fuerza Aérea Neozelandesa en el Pacífico recibió 139 Ventura y algunos Harpoon desde junio de 1943 para reemplazar a los Lockheed Hudson en las misiones como bombardero de patrulla marítima y bombardero medio. Inicialmente, los Ventura fueron impopulares con la RNZAF debido a las rumoreadas pobres prestaciones con un solo motor, el destino del Squadron Leader  Leonard Trent VC del 487 Squadron (ver más arriba), así como el fracaso de los Estados Unidos en suministrar a Nueva Zelanda con los prometidos B-24 Liberator. Y eso a pesar de que los Ventura de la RNZAF llegaron a estar entre los más ampliamente usados por cualquier país, viendo bastante acción hasta la rendición japonesa sobre las islas del Pacífico Suroeste.
Los primeros 19 RB-34 que llegaron por mar desde los Estados Unidos en junio tenían mucho equipamiento desaparecido o dañado. Seis máquinas se pusieron en estado de vuelo rápidamente mediante la canibalización y se enviaron al combate con el No. 3 Squadron de la RNZAF en Fiyi. El 26 de junio, los primeros PV-1 fueron volados a Whenuapai, y el No. 1 Squadron de la RNZAF fue capaz de convertir a 18 de estos el 1 de agosto, reemplazando luego al mixto 3 Squadron en combate en Henderson Field, Guadacanal, a finales de octubre.
Por esta época, el No. 2 Squadron de la RNZAF en Ohakea y el No. 9 Squadron de la RNZAF también estaban usando el modelo. El año siguiente, el No. 4 Squadron y el No. 8 Squadron de la RNZAF también recibieron Ventura. Algunos escuadrones fueron retenidos en tareas de guarnición, mientras que otros seguían al avance aliado hacia Emirau y la Isla Verde y hacia Nueva Bretaña. A los Ventura de la RNZAF se les encomendaron misiones de patrulla rutinaria, incursiones contrasuperficie, minado, bombardeo y de ametrallamiento, patrullas de rescate marítimo y misiones de reconocimiento fotográfico. En un caso aparentemente extraño de tomar demasiado literalmente el eslogan de Lockheed de El Caza-Bombardero, incluso brevemente, los Ventura realizaron patrullas de caza.
Las máquinas de la RNZAF se enfrentaron a menudo con cazas japoneses, destacando durante una patrulla de rescate marítimo en la Nochebuena de 1943. El NZ4509 fue atacado por nueve cazas monomotores japoneses sobre el Canal de San Jorge. Derribó a tres, más tarde confirmados, y reclamó otros dos como probables, aunque sufrió grandes daños en la acción. El piloto, Flying Officer D. Ayson y el navegador, Warrant Officer W. Williams, fueron recompensados con la DFC (Cruz de Vuelo Distinguido). El artillero de la torreta dorsal Flight Sergeant G. Hannah fue recompensado con la DFM (Medalla de Vuelo Distinguido).
A finales de 1944, los Ventura comenzaron a ser retirados de la acción de primera línea ya que la RNZAF se alejó del concepto del Bombardero de Patrulla, y las órdenes de PV-2 Harpoon fueron canceladas después de que hubieran sido entregados un puñado de aviones. El día de la rendición japonesa solo quedaban 30 aviones PV-1 en primera línea con el No. 3 Squadron en Jacquinot Bay.
El planeado reequipamiento con de Havilland Mosquito no se produjo hasta después del cese de las hostilidades. La última unidad de Ventura fue el No. 2 Squadron, que continuó operando aviones PV-1 y PV-2 en tareas meteorológicas hasta 1948. Un RB-34 restaurado de la RNZAF (NZ4600) es propiedad del Museo del Transporte y la Tecnología en Auckland.

### Fuerzas Aéreas del Ejército de los Estados Unidos
Algunos de los 264 Ventura Mark II ordenados por la RAF fueron incautados por las Fuerzas Aéreas del Ejército de los Estados Unidos. Aunque algunos fueron usados como bombarderos de patrulla antisubmarina bajo la designación B-34 Lexington, la mayoría fue usada para entrenamiento en varias unidades de los Estados Unidos. 27 de estos también fueron usados por la Armada Estadounidense en patrullas antisubmarinas; fueron designados PV-1 Ventura y PV-2 Harpoon.

### Armada estadounidense

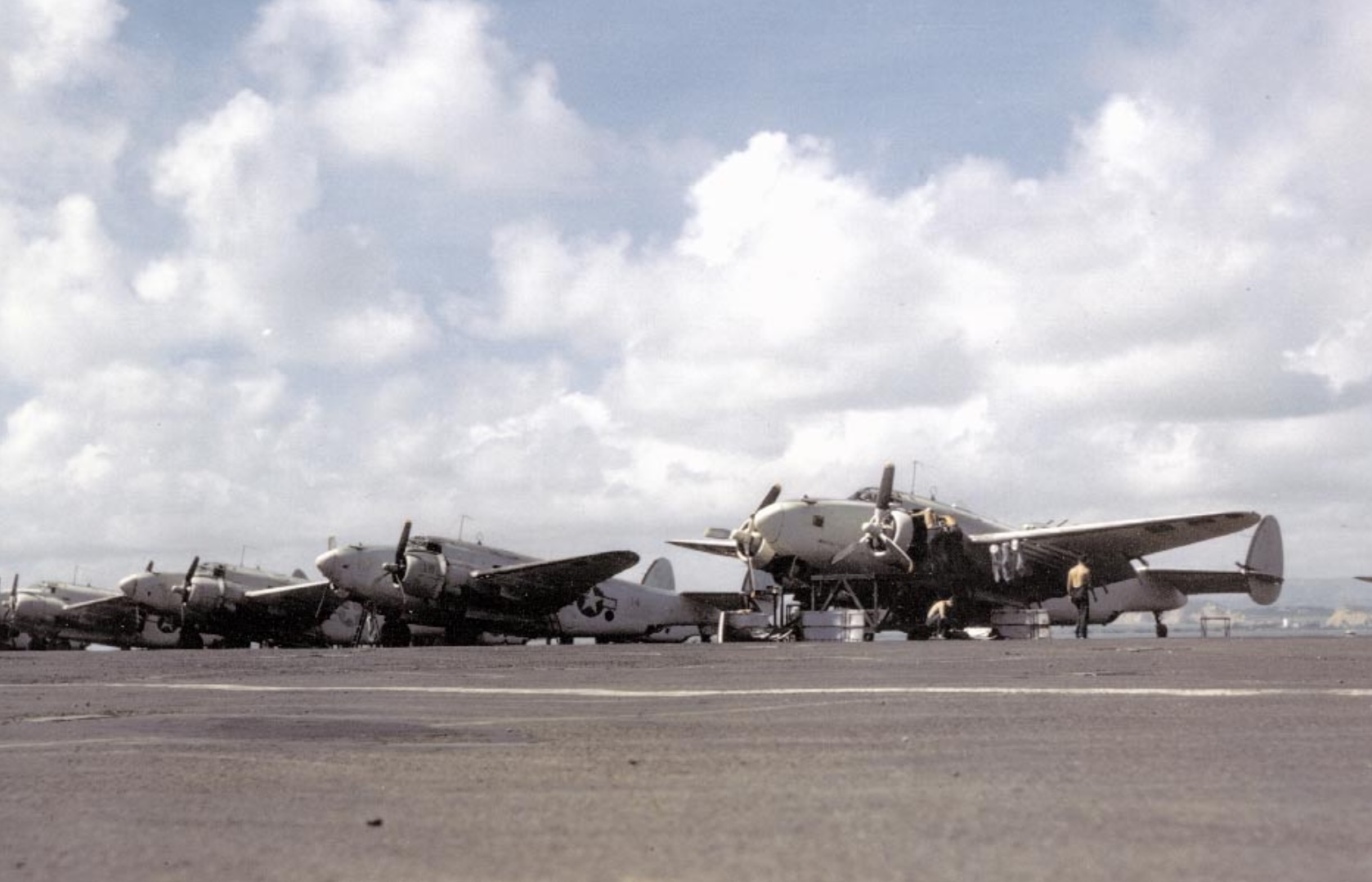
PV-1 del VPB-147 en el Caribe en 1944.

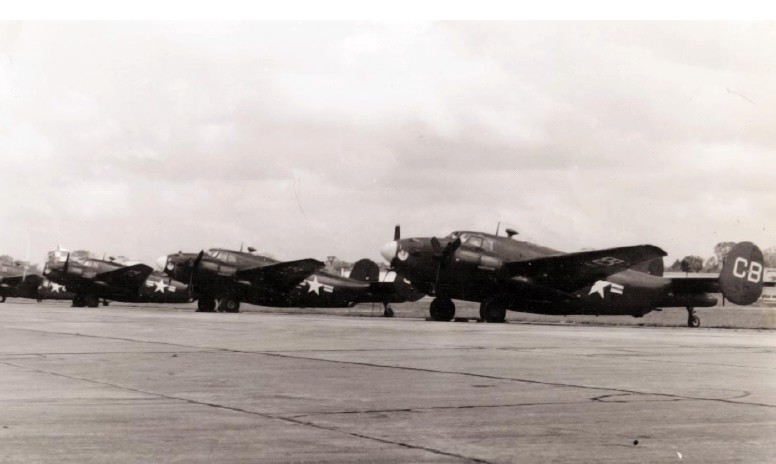
PV-2 del VPB-136 en NAS Whidbey Island, alrededor de 1945-46.

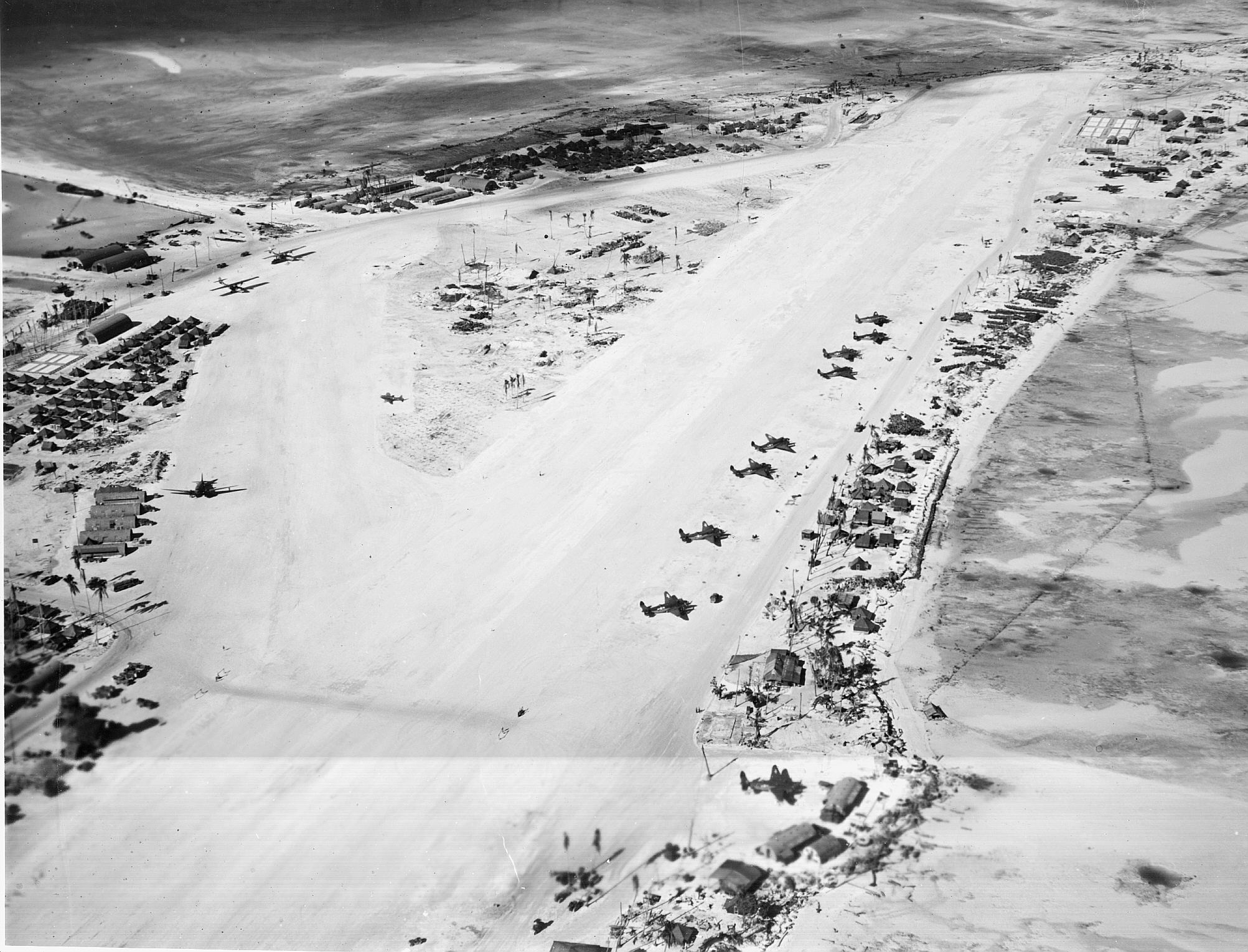
Aviones de largo alcance en Hawkins Field (Tarawa), marzo de 1944.

Durante los primeros meses de 1942, la primera responsabilidad de la guerra antisubmarina en los Estados Unidos recaía en las Fuerzas Aéreas del Ejército. Esto irritaba a la Armada, ya que consideraba asunto suyo este escenario de la batalla. Para llevar a cabo esta tarea, la Armada estaba buscando un avión de largo alcance, de patrulla basado en tierra y de reconocimiento con una carga sustancial de bombas. Este objetivo siempre encontró resistencia en las Fuerzas Aéreas del Ejército, que protegían cuidadosamente su monopolio del bombardeo basado en tierra. Esto forzó a la Armada a usar hidroaviones de largo alcance para estas tareas. La Armada fue incapaz de mejorar a aviones más capaces hasta que las Fuerzas Aéreas del Ejército necesitaron la planta de la Armada en Renton (Washington), para fabricar su Boeing B-29 Superfortress. A cambio de usar la planta de Renton, las Fuerzas Aéreas del Ejército abandonarían sus objeciones a los bombarderos navales basados en tierra, y proporcionarían aviones a la Armada. Una de las cláusulas de este acuerdo establecía que la producción de los B-34 y B-37 por Lockheed cesaría, y a cambio estos recursos serían orientados a construir una versión navalizada, el PV-1 Ventura. 
El PV-1 comenzó a ser entregado en diciembre de 1942, y entró en servicio en febrero de 1943. El primer escuadrón en combatir fue el VP-135, desplegado en las Islas Aleutianas en abril de 1943. Fueron operados por otros tres escuadrones en este teatro. Desde las Aleutianas, atacaron Paramushiro, una isla japonesa. A menudo, los PV-1 lideraban formaciones de bombarderos B-24, ya que estaban equipados con radar. A finales de 1943, los PV-1 fueron desplegados en las Islas Salomón y en el recién capturado campo en Tarawa en las Islas Gilbert. Después de la guerra, la Armada Estadounidense consideró obsoletos a muchos PV-1 y los aviones fueron enviados a la Naval Air Station Clinton, Oklahoma, para ser desmilitarizados y desguazados.

### Otros operadores
- Brasil: 15 Ventura, 5 Harpoon.
- Italia: 22 Harpoon.
- Japón: 17 Harpoon.
- Países Bajos: 18 Harpoon.
- Perú: 6 Harpoon.

## Variantes

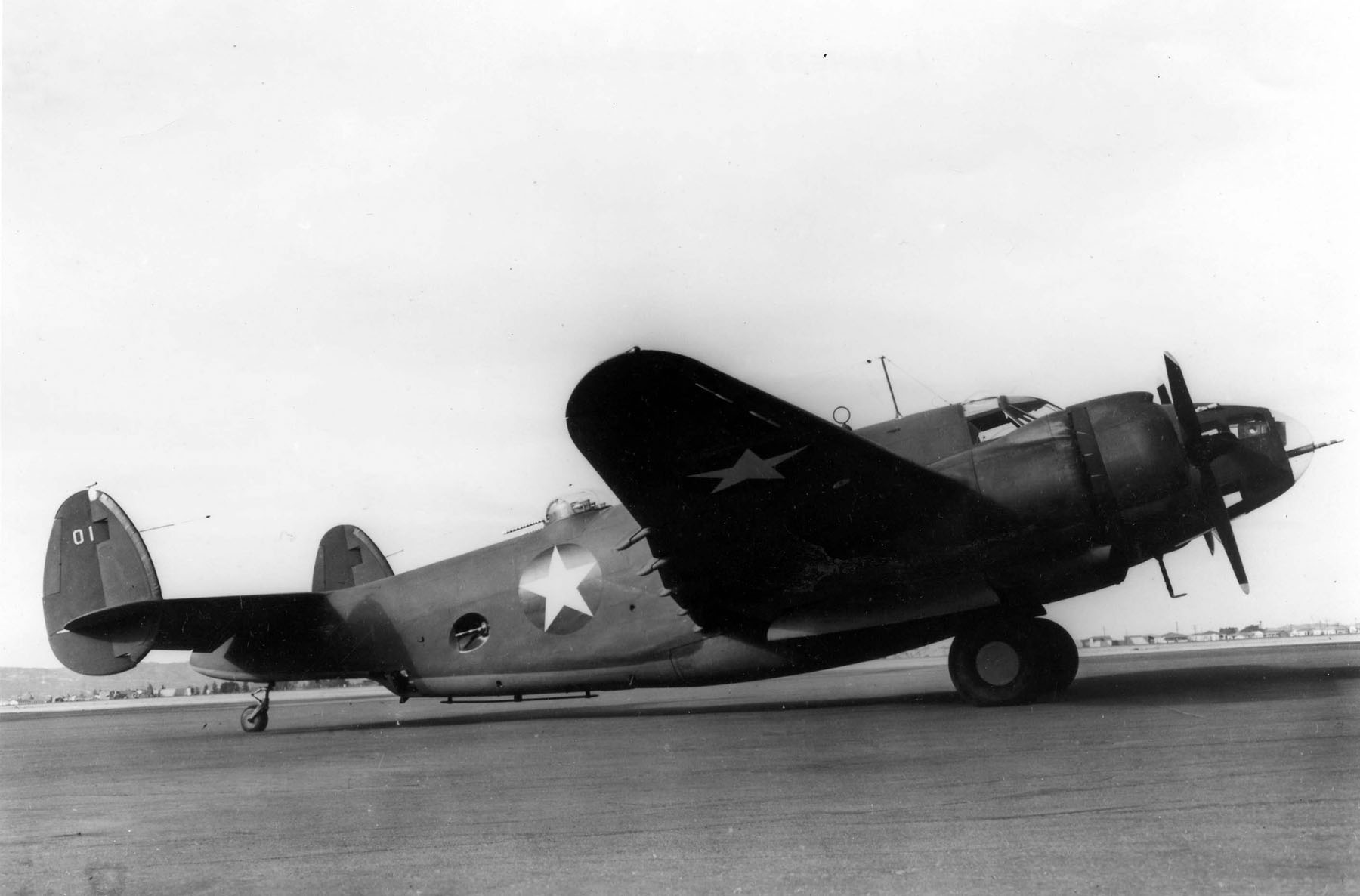
Uno de los 18 B-37 de las USAAF, 1943.

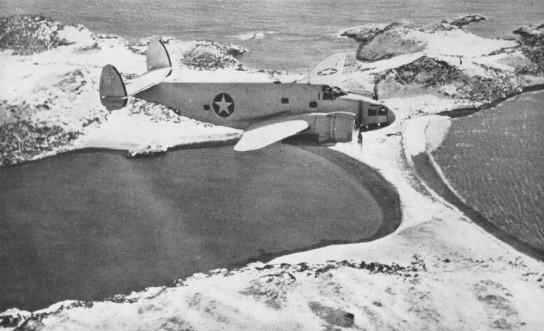
Un PV-3 a principios de 1943. Fue asignado en octubre de 1942 al VP-82, que operó desde NAS Argentia, Newfoundland, en patrullas antisubmarinas sobre el Atlántico.

B-34
Designación estadounidense del Model 137 (motores R-2800-31 de 2000 hp) comprado para la Real Fuerza Aérea, 200 construidos y designados Ventura IIA por los británicos.
B-34A
Antiguos Ventura de la Real Fuerza Aérea devueltos a las USAAF bajo un préstamo-arriendo revertido.
B-34B
B-34A convertidos en entrenadores de navegación.
B-37
Lockheed Model 437 para las USAAF (con motores R-2600-13 de 1700 hp), solo 18 construidos de una orden de 550, para observación armada. Designado originalmente O-56, fue más tarde redesignado RB-37.
PV-1
Versión de la Armada estadounidense del B-34; 1600 construidos. Un total de 388 fueron entregados a la Real Fuerza Aérea como Ventura GR.V, otros a la RAAF, a la RNZAF y a la SAAF.
PV-1P
Designación dada a los PV-1 equipados con una instalación de cámaras.
PV-2 Harpoon
Modelo modernizado con mayores empenaje y área alar, 470 construidos.
PV-2C
Versión modificada del PV-2 usada para entrenamiento, 30 construidos.
PV-2D
Igual que el PV-2, pero con ocho armas de morro de 12,7 mm, 35 construidos.
PV-2T
Designación de PV-2 usados para entrenamiento de tripulaciones.
PV-3
Veintisiete antiguos Ventura II de la RAF requisados por la Armada estadounidense.
Ventura I
Variante propulsada por R-2800-S1A4-G para la Real fuerza Aérea; 188 construidos, 30 a la RCAF y algunos a la SAAF, más tarde redesignados Ventura GR.I.
Ventura II
Variante propulsada por R-2800-31 para la RAF; 487 construidos, algunos transferidos a las USAAF y a la USN.
Ventura IIA
Designación británica para el B-34.
Ventura V
Designación británica para el PV-1, más tarde redesignado Ventura GR.V.

## Operadores
Australia

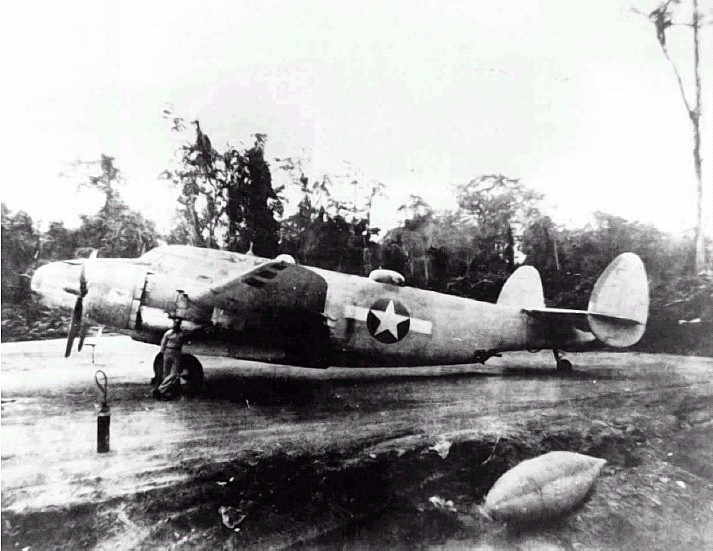
Un caza nocturno PV-1 del USMC del VMF(N)-531 en las Salomón, 1943.

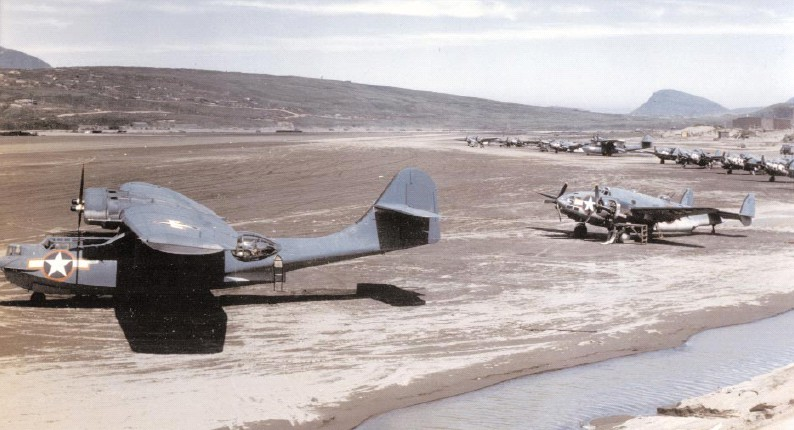
PBY-5A y PV-1 del VPB-135 en un aeródromo de las Aleutianas en 1943, probablemente Atka Island.

- Real Fuerza Aérea Australiana: 75 aviones, 1943-1946.
  - No. 13 Squadron RAAF
  - No. 459 Squadron RAAF
  - No. 464 Squadron RAAF

 Brasil
- Fuerza Aérea Brasileña: 20 aviones, 1944-1956.
  - 1er Grupo de Bombarderos Medios

 Canadá
- Real Fuerza Aérea Canadiense (RCAF): 286 aviones, 1943-1957.
  - Escuadrones operativos del Home War Establishment (HWE):
    - No. 8 Squadron RCAF
    - No. 113 Squadron RCAF
    - No. 115 Squadron RCAF
    - No. 145 Squadron RCAF
    - No. 149 Squadron RCAF

 Estados Unidos
- Cuerpo de Marines de los Estados Unidos
  - VMF(N)-531
- Armada de los Estados Unidos
  - VB/VPB-125: (PV-1) septiembre de 1942-junio de 1945[17]
  - VB/VPB-126: (PV-1) marzo de 1943-junio de 1945[18]
  - VB/VPB-127: (PV-1) marzo de 1943-julio de 1945[19]
  - VB/VPB-128, VP-ML-1: (PV-1) febrero de 1943-noviembre de 1946, (PV-2) noviembre de 1946-septiembre de 1947[20]
  - VB/VPB-129: (PV-1) abril de 1943-junio de 1945[21]
  - VB/VPB-130, VP-ML-2: (PV-1) marzo de 1943-mayo de 1945, (PV-2) agosto de 1945-marzo de 1947[22]
  - VB/VPB-131: (PV-1) marzo de 1943-agosto de 1945, (PV-2) septiembre de 1945-abril de 1946.[23]
  - VB/VPB-132: (PV-1) marzo de 1943-mayo de 1945[24]
  - VB/VPB-133: (PV-1) marzo de 1943-1946, (PV-2) 1946[25]
  - VPB-134VB/VPB-134: (PV-1) abril de 1943-abril de 1945[26]
  - VB/VPB-135, VP-ML-5: (PV-1) febrero de 1943-junio de 1945, (PV-2) junio de 1945-junio de 1948[27]
  - VB/VPB-136: (PV-1) junio de 1943-marzo de 1945, (PV-2) mayo de 1945-1946[28]
  - VB/VPB-137: (PV-1) marzo de 1943-julio de 1945[29]
  - VB/VPB-138: (PV-1) marzo de 1943-noviembre de 1944[30]
  - VB/VPB-139: (PV-1) mayo de 1943-junio de 1944, (PV-2) agosto de 1944-septiembre de 1945[31]
  - VB/VPB-140: (PV-1) abril de 1943-mayo de 1944[32]
  - VB/VPB-141: (PV-1) julio de 1943-abril de 1945, (PV-2) abril de 1945-junio de 1945[33]
  - VB/VPB-142: (PV-1) junio de 1943-enero de 1945, (PV-2) enero de 1945-mayo de 1946[34]
  - VB/VPB-143: (PV-1) junio de 1943-1945[35]
  - VB/VPB-144: (PV-1) julio de 1943-septiembre de 1944, (PV-2) noviembre de 1944-mayo de 1946[36]
  - VB/VPB-145: (PV-1) julio de 1943-junio de 1945[37]
  - VB/VPB/VP-146, VP-ML-6: (PV-1) julio de 1943-febrero de 1945, (PV-2) abril de 1945-febrero de 1948[38]
  - VB/VPB-147: (PV-1) agosto de 1943-mayo de 1945, (PV-2) abril de 1945-julio de 1945[39]
  - VB/VPB-148: (PV-1) octubre de 1943-abril de 1945, (PV-2) junio de 1945-junio de 1946[40]
  - VB/VPB-149: (PV-1) septiembre de 1943-septiembre de 1945[41]
  - VB/VPB-150: (PV-1) noviembre de 1943-marzo de 1945, (PV-2) mayo de 1945-julio de 1945[42]
  - VB/VPB-151: (PV-1) enero de 1944-junio de 1945[43]
  - VB/VPB-152: (PV-1) abril de 1944-junio de 1946[44]
  - VB/VPB-153: (PV-1) abril de 1944-octubre de 1945, (PV-2) noviembre de 1945-junio de 1946[45]
  - VB/VPB-200
  - VD-2

 Francia
- Marina nacional de Francia (Aeronavale): 1944-1961
  - Flotille 6F (Solo PV-1, de 1944 a 1947)
  - Escadrille 11S (PV-1 de 1947 a 1953 y seis PV-2 de 1953 a 1960, solo para tareas de transporte)

 Italia
- Aeronautica Militare: operó 22 Lockheed PV-2 Harpoon de 1953 hasta 1959.[46]

 Japón
- Fuerza Marítima de Autodefensa de Japón: 17 aviones de 1955 a 1960.
  - Kanoya Flying Training Wing

 Nueva Zelanda
- Real Fuerza Aérea de Nueva Zelanda: 143 aviones de 1943 a 1948.
  - No. 1 Squadron RNZAF
  - No. 2 Squadron RNZAF
  - No. 3 Squadron RNZAF
  - No. 4 Squadron RNZAF
  - No. 8 Squadron RNZAF
  - No. 9 Squadron RNZAF
  - No. 487 Squadron RNZAF
  - No. 1 (B) OTU
  - No. 14 Servicing Unit

 Países Bajos
- Servicio de Aviación Naval Neerlandés: 18 aviones de 1951 a 1955.
  - No. 320 (Netherlands) Squadron RAF

 Portugal
- Fuerza Aérea Portuguesa: 42 aviones de 1954 a 1975.
  - Squadron 61, Base Aérea Montijo (1954-1960)
  - Squadron 62, Base Aérea Montijo (1954-1960)
  - Squadron 91, Base Aérea Luanda, Angola (1961-1971)
  - Squadron 103, Base Aérea Beira, Mozambique (1962)
  - Squadron 101, Base Aérea Beira, Mozambique (1962-1975)
  - Squadron 401, Base Aérea Henrique de Carvalho, Angola (1971-1975)

 Reino Unido
- Real Fuerza Aérea británica
  - No. 13 Squadron RAF (Mando Costero)
  - No. 21 Squadron RAF
  - No. 299 Squadron RAF
  - No. 500 Squadron RAF
  - No. 519 Squadron RAF (Mando Costero)
  - No. 521 Squadron RAF (Mando Costero)
  - No. 624 Squadron RAF
  - No. 34 OTU, RAF, operated from Pennfield Ridge, New Brunswick
- Royal Navy (1 avión solo para evaluación)

 Sudáfrica
- Fuerza Aérea Sudafricana
  - 17 Squadron SAAF
  - 22 Squadron SAAF
  - 23 Squadron SAAF
  - 25 Squadron SAAF
  - 27 Squadron SAAF
  - 29 Squadron SAAF
  - 60 Squadron SAAF

## Supervivientes

### Australia
En restauración
PV-1
- 49555: en restauración por el Queensland Air Museum en Caloundra, Queensland.[47]

### Brasil
En exhibición
PV-1
- 48654, c/n 237-58906, antiguo N165H: Museu Aeroespacial en Río de Janeiro.[48]

### Canadá
En restauración
PV-1
- 33315: en restauración por el Ventura Memorial Flight Association en Edmonton, Alberta.[49]

### Nueva Zelanda
En exhibición
RB-34
- 41-38117 (NZ4600): Museum of Transport and Technology en Auckland.[50]

### Sudáfrica
En exhibición
PV-1
- 34759: recinto de Dickie Fritz Shell Hole M.O.T.H. en Johannesburgo.[51]

### Estados Unidos
En estado de vuelo
PV-1
- 34670: TP Universal Exports International LLC en Eagan, Minnesota.[52]

PV-2
- 37107: Bruce Graham en Orange, California.[53]
- 37211: Palm Springs Air Museum en Palm Springs, California.[54][55]
- 37254: Southwest Aviation Inc. de Fairacres, Nuevo México.[56]
- 37396: American Military Heritage Foundation en Indianápolis, Indiana.[57][58]
- 37466: Heritage Aircraft Preservation Group en Orange, California.[59]
- 37472: Warbird Warriors Foundation en Heber City, Utah.[60][61]
- 37524: Earl Benedict en Bangor, California.[62]
- 37535: Erickson Aircraft Collection en Madras, Oregon.[63][64]
- 37633: Wingspan Air Heritage Foundation en Mesa, Arizona.[65][66]
- 37634: Lone Star Flight Museum en Galveston, Texas.[67][68]
- 84062: Stockton Field Aviation Museum en Stockton, California.[69][70]

En exhibición
PV-2
- 37230: National Museum of Naval Aviation en Pensacola, Florida.[71]
- 37257: Pima Air Museum en Tucson, Arizona.[72]
- 37492: pintado (de amarillo) y rotulado "Air Tropic Island Charters" en el Mayday Golf en North Myrtle Beach, Carolina del Sur.[73]

En restauración o almacenado
B-34
- 41-38032: en exhibición estática por el NAS Sanford Memorial Committee en el NAS Sanford Memorial Park del Orlando Sanford International Airport, Sanford, Florida. El avión está en préstamo del National Naval Aviation Museum.[74]

PV-2
- 37202: almacenado en el Fantasy of Flight en Polk City, Florida.[75]
- 37270: en proceso de aeronavegabilidad por el Wingspan Air Heritage Foundation en Mesa, Arizona.[76][77]
- 84060: almacenado en el Cavanaugh Flight Museum en Addison, Texas.[78][79]

## Especificaciones (B-34 Lexington)

### Características generales
- Tripulación: Seis
- Longitud: 15,7 m (51,5 ft)
- Envergadura: 20 m (65,6 ft)
- Altura: 3,6 m (11,8 ft)
- Superficie alar: 51,2 m² (551,1 ft²)
- Peso vacío: 9161 kg (20 190,8 lb)
- Peso cargado: 14 061 kg (30 990,4 lb)
- Peso máximo al despegue: 15 422 kg (33 990,1 lb)
- Planta motriz: 2× Pratt & Whitney R-2800, radiales de 18 cilindros en doble hilera refrigerados por aire.
  - Potencia: 1491 kW (2056 HP; 2028 CV) cada uno.

### Rendimiento
- Velocidad máxima operativa (Vno): 518 km/h (322 MPH; 280 kt)
- Velocidad crucero (Vc): 370 km/h (230 MPH; 200 kt)
- Alcance: 2670 km (1442 nmi; 1659 mi)
- Alcance en ferry: 4200 m (13 780 ft)
- Techo de vuelo: 8020 m (26 312 ft)
- Régimen de ascenso: 15,4 m/s (3031 ft/min)
- Carga alar: 275 kg/m² (56,3 lb/ft²)
- Potencia/peso: 0,21 kW/kg (0,13 hp/lb)

### Armamento
- Ametralladoras: 

  - 4x Browning M2 de 12,7 mm
  - 2x M1919 de 7,62 mm
- Bombas: 

  - 1400 kg de bombas o
  - 6x carga de profundidad de 147 kg o
  - 1x torpedo

## Aeronaves relacionadas

### Desarrollos relacionados

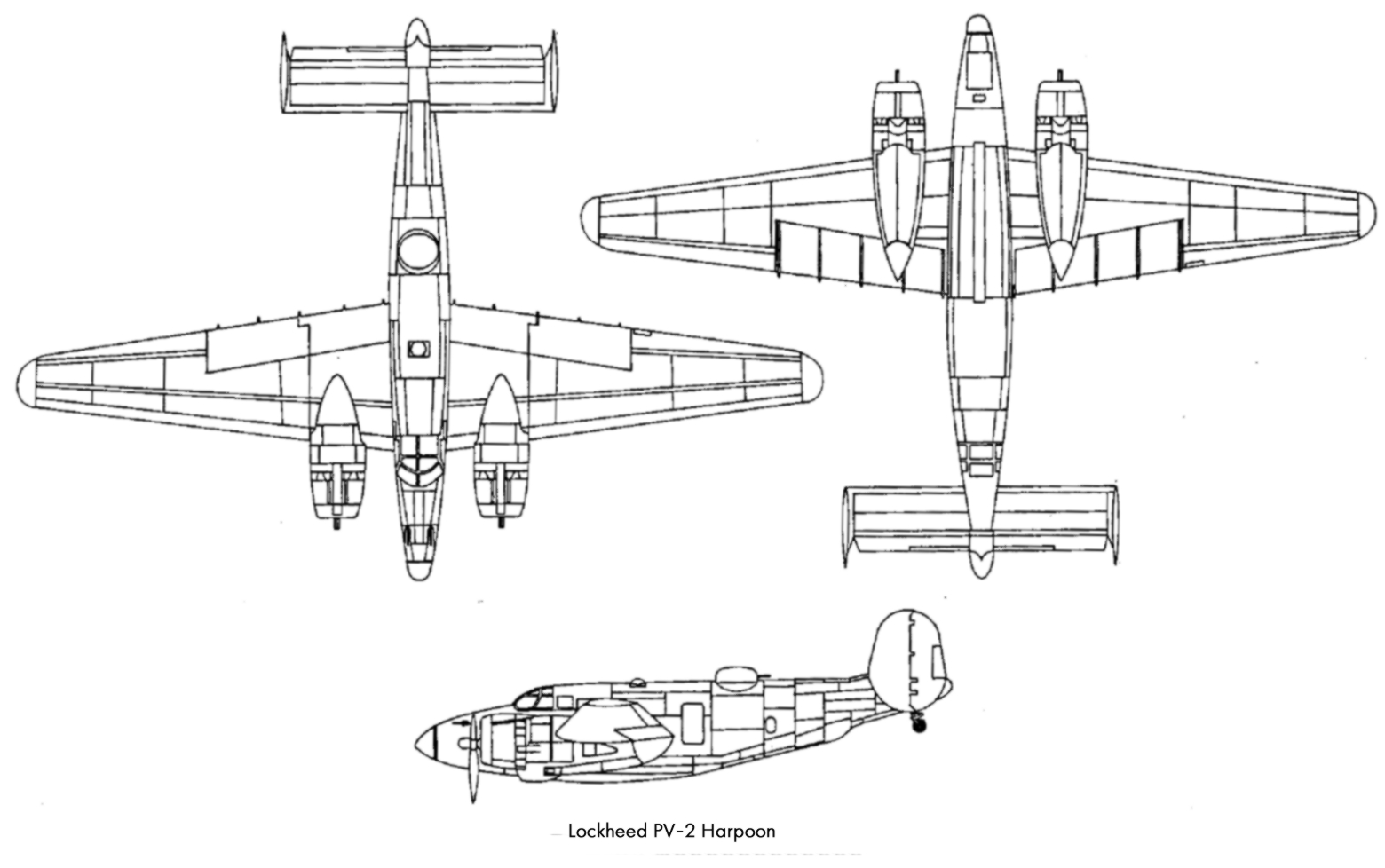
Dibujo 3 vistas del PV-2 Harpoon.

- Lockheed Modelo 18 Lodestar
- Lockheed Hudson

### Aeronaves similares
- Junkers Ju 88
- Kyushu Q1W Tōkai

### Secuencias de designación
- Secuencia B-_ (Bombarderos del USAAC/USAAF/USAF, 1926-1962): ← B-31 - B-32 - B-33 - B-34 - B-35 - B-36 - B-37 - B-38 - B-39 - B-40 →
- Secuencia O-_ (Aviones de Observación del USAAC/USAAF, 1924-1942): ← O-53 - O-54 - O-55 - O-56 - O-57 - O-58 - O-59 →
- Secuencia P_V (Aviones de Patrulla de la Armada estadounidense, 1922-1962 (Lockheed (Vega), 1923-1962)): PV - P2V - P3V